# 新井理
新井 理（あらい おさむ）は、北海道放送（HBC）の社員、元アナウンサー。

## 来歴
栃木県宇都宮市出身。栃木県立宇都宮北高等学校、法政大学社会学部、学習院大学文学部卒業後、1993年4月北海道放送（HBC）に入社。
入社後、本社と旭川放送局でアナウンサーとして勤務し、2000年に人事異動により大阪支社へ営業として異動。テレビ・ラジオの営業として勤務後、2006年に再びアナウンサーとして本社へ異動。
その後、2009年にテレビ営業部へ異動。

## 過去の担当番組

### テレビ番組
- Hana*テレビ　他

### ラジオ番組
- あらいおさむの「あら?いーね!」　他